# Cuerpo HIPO

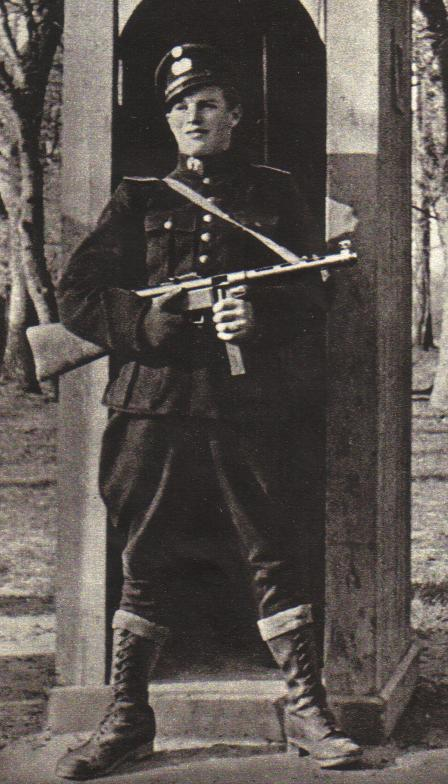
Miembro armado de la HIPO

Los Cuerpos HIPO (en danés: HIPO-korpset) era un cuerpo de policía auxiliar danés, establecido por la Gestapo alemana el 19 de septiembre de 1944, cuando la policía civil danesa se disolvió y la mayoría de sus oficiales fueron arrestados y deportados a campos de concentración en Alemania. La mayoría de los miembros de la HIPO fueron reclutados de las filas de colaboradores nazis daneses. La palabra HIPO es una abreviación de la palabra alemana Hilfspolizei ("policía auxiliar"). 
El objetivo de la HIPO era ayudar a la Gestapo como unidad de policía auxiliar. La HIPO se organizó de manera muy similar a la de la Gestapo. Algunos hombres estaban uniformados para ser visibles mientras otros trabajaban en secreto vestidos de civil. Los hombres uniformados vestían un uniforme negro con la insignia de la policía danesa. La HIPO, como la Gestapo, tenía sus propios informantes. La principal diferencia fue que la mayoría de la Gestapo eran alemanes que trabajaban en un país ocupado, mientras que la HIPO estaba compuesto en su totalidad por daneses que trabajaban para los ocupantes alemanes.
Durante el último invierno de la guerra, varios miembros de HIPO fueron torturados y asesinados. Como represalia, el cuerpo aterrorizó a la población civil e hizo explotar casas, fábricas e incluso los jardines de Tivoli. 
El Grupo Lorenzen, también conocido como Sección 9c, era un grupo paramilitar armado de daneses subordinados a la HIPO.
Después de la guerra, haber servido en la HIPO se convirtió en uno de los crímenes de colaboracionismo de carácter retroactivo. De doscientos a trescientos miembros de la HIPO fueron procesados bajo estas leyes. Alrededor de una docena fueron ejecutados entre 1946 y 1950. Un número algo mayor recibió sentencias de muerte que luego se redujeron a largos períodos de prisión o libertad condicional.